# Galàxia lenticular barrada

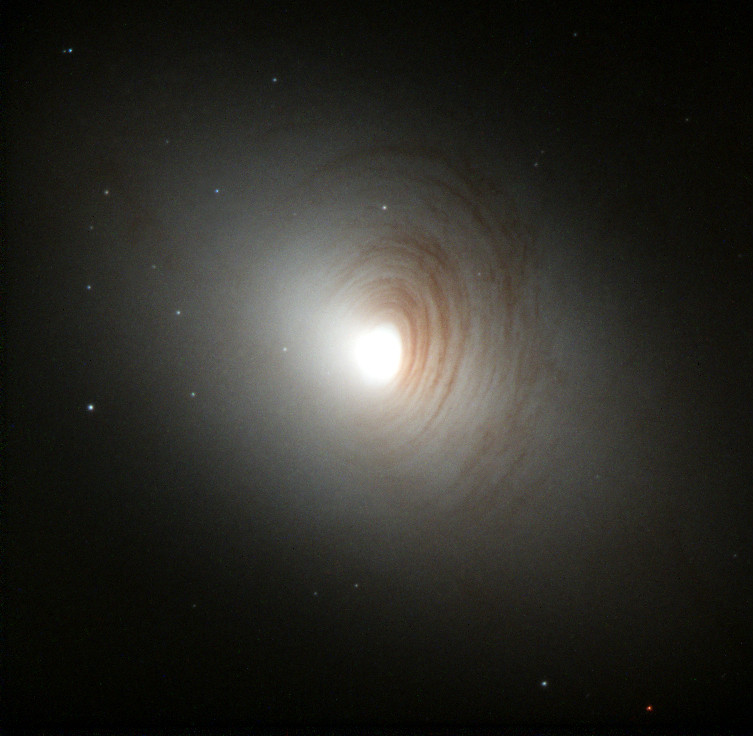
NGC 2787 és un exemple d'una galàxia lenticular barrada

Una galàxia lenticular barrada és una versió lenticular d'una galàxia espiral barrada. Tenen el tipus de Hubble de SB0.